# Arytaina maculata
Arytaina maculata är en insektsart som först beskrevs av Löw 1886.  Arytaina maculata ingår i släktet Arytaina och familjen rundbladloppor. Inga underarter finns listade i Catalogue of Life.